# Оґата

40°1′4″ пн. ш. 139°57′36″ сх. д. / 40.01778° пн. ш. 139.96000° сх. д.
О́ґата (яп. 大潟村, おおがたむら, МФА: [oʲgata muɾa]) — село в Японії, в повіті Мінамі-Акіта префектури Акіта. Станом на 1 жовтня 2007 площа села становила 170,05 км². Станом на 1 липня 2008 населення села становило 3206 осіб.